# Jannik Sinner
Jannik Sinner (n. 16 august 2001, San Candido, Trentino-Tirolul de Sud, Italia) este un jucător profesionist de tenis italian. Este al 29-lea jucător din istorie ajuns pe locul 1 în clasamentul mondial, poziție pe care a atins-o la 10 iunie 2024. La dublu cea mai înaltă poziție ocupată este locul 124 mondial, la 27 septembrie 2021. Sinner este triplu campion de Grand Slam, după ce a câștigat Openul Australiei in 2024, 2025 și US Open 2024, Sinner în 2025, până acum, deține trofeul de campion al Wimbledon-ului. A câștigat alte 16 titluri de simplu în circuitul ATP, inclusiv Turneul Campionilor 2024, patru titluri Masters 1000 la Openul Canadei 2023, Miami Open 2024, Cincinnati Masters 2024 și Shanghai 2024. La dublu, a câștigat un titlu în circuitul ATP.
Sinner a crescut în nordul Italiei. În copilărie a fost activ la schi, fotbal și tenis. După ce a câștigat un campionat național la schi la vârsta de opt ani, Sinner s-a reorientat către tenis la vârsta de 13 ani și s-a mutat la Bordighera, pe Riviera italiană, pentru a se antrena cu antrenorul Riccardo Piatti. În ciuda succesului limitat ca junior, Sinner a început să joace în evenimente profesioniste la vârsta de 16 ani și a devenit unul dintre puținii jucători care au câștigat mai multe titluri ATP Challenger la vârsta de 17 ani. El a câștigat premiul ATP Newcomer of the Year în 2019, după ce a pătruns în top 100 și a câștigat Next Generation ATP Finals de la Milano.

## Viața privată
Jannik Sinner s-a născut la 16 august 2001 în San Candido, în regiunea Tirolul de Sud, din nordul Italiei. A crescut în orașul Sesto, unde tatăl și mama lui lucrează ca bucătar și chelneriță la o cabană de schi. Are un frate pe nume Marc. Sinner a început să schieze și să joace tenis la vârsta de trei ani. A fost unul dintre cei mai buni schiori juniori din Italia, de la opt până la doisprezece ani, câștigând un campionat național de slalom gigant la vârsta de opt și fiind finalist național la vârsta de doisprezece ani.
La vârsta de șapte ani, în timp ce se antrena la schi, Sinner a renunțat la tenis timp de un an, înainte ca tatăl său să-l împingă să se întoarcă la acest sport. Când a reluat tenisul, a început să lucreze cu Heribert Mayr, primul său antrenor regulat. Cu toate acestea, tenisul continua să fie doar a treia sa prioritate, după schi și fotbal.
La vârsta de treisprezece ani, Sinner a decis să renunțe la schi și fotbal în favoarea tenisului. De asemenea, a vrut să fie într-un sport individual în care să poată lua toate deciziile, o oportunitate pe care nu o putea avea într-un sport de echipă precum fotbalul. A decis să se mute pe cont propriu la Bordighera, pe Riviera italiană, pentru a se antrena la Centrul de tenis "Piatti", sub conducerea lui Riccardo Piatti și Massimo Sartori, o decizie pe care părinții săi au susținut-o. La centru, Sinner locuia cu familia lui Luka Cvjetković, unul dintre antrenorii săi. Înainte ca Sinner să înceapă să se antreneze la Piatti cu normă întreagă, se antrena doar de două ori pe săptămână.

## Cariera profesională

### 2022: Trei sferturi de finală majore, succese în Cupa Davis
La Australian Open, Sinner a ajuns în sferturile de finală ale unui major pentru a doua oară în carieră, devenind al cincilea italian care a ajuns în această etapă la Melbourne. Apoi a pierdut în fața favoritului nr. 4 Stefanos Tsitsipas în seturi consecutive.

La Miami Open, el a salvat trei puncte de meci în runda de deschidere împotriva lui Emil Ruusuvuori și cinci puncte de meci împotriva lui Pablo Carreno Busta pentru a avansa în optimile de finală. L-a învins pe Nick Kyrgios, dar s-a retras în sferturi în meciul împotriva lui Francisco Cerundolo. La Monte-Carlo Masters 2022, el a ajuns din nou în sferturile de finală după ce l-a învins pe Andrei Rubliov, înainte de a pierde în fața lui Alexander Zverev într-un meci de trei seturi și de peste trei ore.  El a salvat din nou trei puncte de meci în deschiderea de la Madrid Open împotriva lui Tommy Paul pentru a trece în runda a doua. Apoi, l-a învins pe Alex de Minaur pentru a 100-a victorie în carieră; a atins această piatră de hotar după numai 147 de meciuri (100–47) din Circuit, fiind cea mai rapidă rată decât toată lumea din Top 10, în afară de Rafael Nadal (100–37) și Novak Djokovic (100–43).

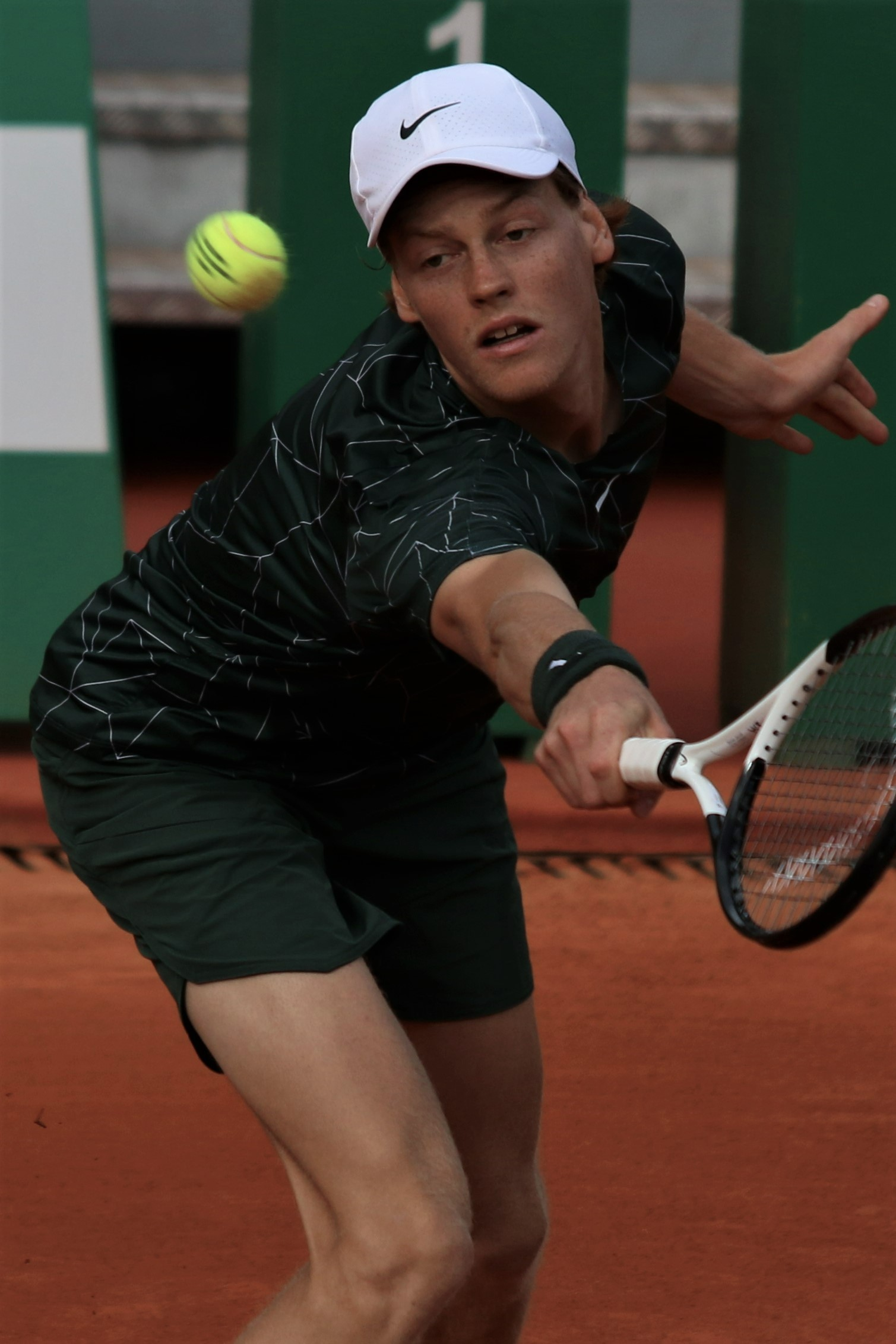
La Monte-Carlo Rolex Masters 2022, a cedat în fața lui Zverev în sferturile de finală

 A fost învins în runda a treia de Felix Auger Aliassime. La French Open, s-a retras în runda a patra împotriva lui Andrei Rubliov, după ce s-a accidentat la genunchi.
 La Eastbourne International, Sinner a suferit prima pierdere în runda de deschidere a anului, după ce a pierdut în trei seturi în fața lui Tommy Paul.
La Campionatele de la Wimbledon din 2022, el a înregistrat prima sa victorie la acest major asupra lui Stan Wawrinka. Apoi i-a învins pe Mikael Ymer, John Isner și Carlos Alcaraz pentru a ajunge în al treilea sfert de finală de Grand Slam din carieră. El a pierdut în sferturile de finală în fața lui Novak Djokovic în cinci seturi, după ce a condus cu 2–0 la seturi. La Croația Open, Sinner l-a învins pe Carlos Alcaraz în finală pentru a câștiga primul său titlu pe zgură. La Montreal, el a pierdut în fața spaniolului Pablo Carreno Busta în runda a treia. La Canada Masters, el a pierdut în runda a treia în fața lui Felix Auger Aliassime după ce a câștigat un set, un break și 2 puncte de meci.
Cap de serie nr. 11 la US Open, a ajuns în runda a patra după ce l-a învins pe Brandon Nakashima în patru seturi. Apoi, el l-a învins pe Ilia Ivașka într-un meci de cinci seturi care a durat aproape patru ore pentru a ajunge pentru prima dată în sferturile de finală la acest Major. A devenit cel mai tânăr jucător care a ajuns în sferturile de finală din toate cele patru turnee de Grand Slam de la Novak Djokovic în 2007–08. A pierdut în fața lui Carlos Alcaraz într-un meci de cinci seturi care a durat 5 ore și 15 minute; meciul a stabilit recordul ca meciul care s-a terminat cel mai târziu (la 2:50 AM EST) și al doilea meci ca durată din istoria US Open. Sinner a avut un punct de meci în timp ce a servit cu 5–4 în al 4-lea set, dar a sfârșit prin a pierde setul cu 5–7.
În septembrie, în timpul turneului final al Cupei Davis, după ce Matteo Berrettini a câștigat meciul său de simplu împotriva Argentinei, Sinner a câștigat al doilea meci (cel mai bun dintre trei meciuri) și a asigurat astfel un loc pentru echipa Italiei de Cupa Davis în finala 8 a finalei Cupei Davis. După aproape o lună de pauză din cauza unei accidentări suferite în semifinala de la Sofia Open 2022, a revenit la Erste Bank Open 2022 de la Viena și a ajuns, de asemenea, în sferturi de finală pierzând în fața lui Daniil Medvedev. În următorul său turneu, Rolex Paris Masters din 2022, a pierdut în prima rundă în fața jucătorului venit din calificări Marc-Andrea Huesler.

### 2023: Primul titlu la Masters 1000, campion la Cupa Davis, finalist ATP Finals, nr. 4 mondial

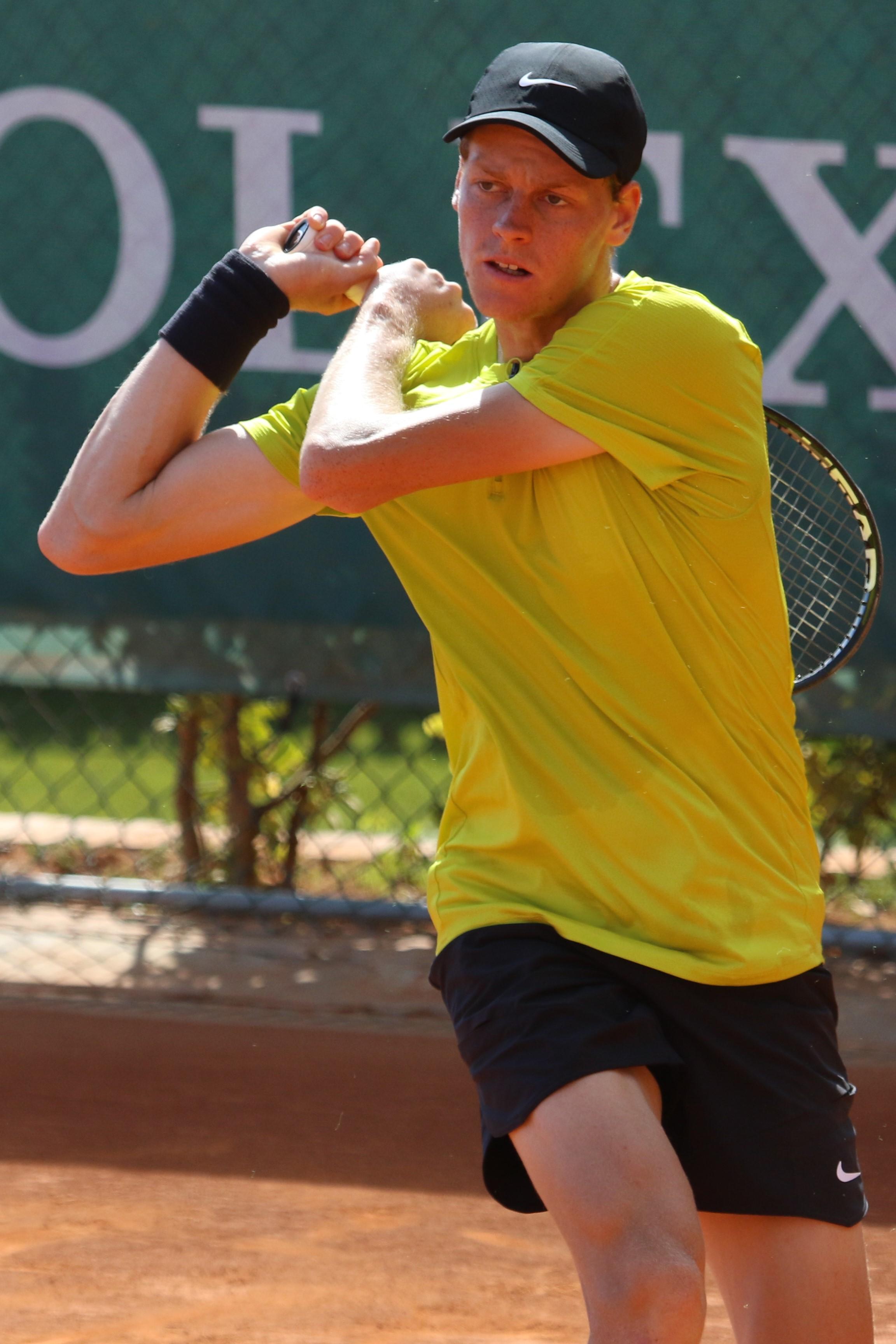
Sinner la Monte-Carlo Masters 2023

Sezonul lui Sinner a început la Adelaide International 1 2023 – Simplu masculin, unde a ajuns până în sferturile de finală, învingându-i pe Kyle Edmund și Thanasi Kokkinakis, înainte de a fi învins de Sebastian Korda cu 7–5 6–1. Sezonul său a continuat la Australian Open 2023, unde a ajuns în runda 4, învingându-i pe Kyle Edmund, Tomás Martín Etcheverry și Márton Fucsovics, înainte de a pierde în fața viitorului finalist Stefanos Tsitsipas în 5 seturi.
Sinner a câștigat Open Sud de France 2023 la Montpellier, al șaptelea său titlu, devenind primul jucător care câștigă un titlu la nivel de turneu în acest sezon fără să fi cedat vreun set și primul de când compatriotul său Lorenzo Musetti a câștigat titlul la Napoli în octombrie 2022. La Rotterdam Open 2023 a învins principalul favorit și nr. 3 mondial Stefanos Tsitsipas, luându-și revanșa pentru înfrângerea din runda a patra de la Australian Open 2023, în cinci seturi, pentru cea mai mare victorie a sa de până acum. Apoi, în sferturile de finală, l-a învins pe Stan Wawrinka. În semifinale, l-a învins pe Tallon Griekspoor, pentru a ajunge în finală. În finală a pierdut în fața lui Daniil Medvedev, al șaselea favorit.
În martie, a jucat la Indian Wells, unde a ajuns în semifinale. I-a învins pe Richard Gasquet, Adrian Mannarino și Stan Wawrinka, toți în seturi directe, pentru a avansa în sferturile de finală, unde l-a înfruntat pe campionul în exercițiu Taylor Fritz  pe care l-a învins în trei seturi. În turul următor, în semifinale, a pierdut în două seturi în fața rivalului Carlos Alcaraz, principalul favorit, care a revenit pe locul 1 mondial în urma turneului. La Miami, a ajuns în sferturile de finală ale acestui turneu pentru al treilea an consecutiv, învingându-i pe Grigor Dimitrov, cap de serie 21, și pe Andrei Rubliov, cap de serie 6. Ca urmare, a revenit în top 10 în clasament, pe locul 9 mondial. L-a învins pe Emil Ruusuvuori pentru a ajunge din nou în semifinale. De data aceasta, l-a învins pe campionul în exercițiu Carlos Alcaraz pentru a ajunge în a doua sa finală de Masters de la Miami și din carieră în trei ani, punând capăt speranțelor lui Alcaraz la un dublu Sunshine și împiedicându-l să revină pe locul 1. A pierdut în finală în fața lui Daniil Medvedev, al patrulea favorit, în două seturi, extinzându-și seria de înfrângeri împotriva rusului la 0–6.
La Monte Carlo 2023 a ajuns pentru a treia oară consecutiv în semifinalele Mastersului, învingându-l pe compatriotul și cap de serie nr. 16 Lorenzo Musetti[88]. La Roland Garros 2023, Sinner, cap de serie nr. 8, a fost învins în runda a doua de Daniel Altmaier într-un meci în cinci seturi. Meciul a durat cinci ore și 26 de minute, cel mai lung meci de la victoria lui Lorenzo Giustino împotriva lui Corentin Moutet șase ore și 5 minute în 2020, al cincilea cel mai lung meci la nivel general al turneului și al doilea cel mai lung meci al sezonului după cel dintre Kokkinakis și Murray la Australian Open.
A ajuns în sferturi de finală la rând la Wimbledon 2023, învingându-i pe Juan Manuel Cerundolo, Diego Schwartzman, Quentin Halys și Daniel Elahi Galan. A ajuns în prima sa semifinală la un turneu major, învingându-l pe Roman Safiullin, înainte de a pierde în fața lui Novak Djokovic în seturi consecutive.
În august, a câștigat primul său titlu de Masters 1000 la Openul Canadei 2023 de la Toronto, învingându-l pe Alex de Minaur în două seturi, pentru al optulea său titlu ATP. În drumul spre finală, i-a învins pe compatriotul Matteo Berrettini, Andy Murray, prin walkkover, Gaël Monfils și Tommy Paul.
La Openul Chinei 2023, l-a învins pe Carlos Alcaraz, cap de serie și nr. 2 mondial, a patra sa victorie la nivel de circuit împotriva spaniolului, și a ajuns în a cincea finală a sezonului, învingându-l pentru prima dată pe Daniil Medvedev, al doilea favorit și numărul 3 mondial, la a șaptea încercare. Ca urmare, a ajuns pe locul 4 mondial, devenind al doilea italian din istoria clasamentului ATP care ajunge în Top 5, egalându-l pe Adriano Panatta. La turneul Rolex Shanghai Masters 2023 a pierdut în 16-imile de finală în fața lui Ben Shelton, cap de serie numărul 19.
A înregistrat cea de-a 55-a victorie în fața lui Andrei Rubliov pentru a ajunge în a patra finală ATP 500 din carieră la Viena 2023 și a devenit primul italian cu cele mai multe victorii pentru un sezon în Era Open, depășind cele 54 de victorii a lui Corrado Barazzutti în 1978. A câștigat finala învingându-l din nou pe principalul favorit Daniil Medvedev și câștigând al zecelea său titlu ATP și al treilea la nivel ATP 500, învingându-l în două finale consecutive și îmbunătățindu-și recordul în meciurile directe cu rusul la 2–6. De asemenea, el a înregistrat pentru prima dată cea de-a 40-a victorie pe suprafață dură la nivel de turneu într-un sezon..
La debutul său la ATP Finals 2023, l-a învins pe Novak Djokovic, numărul 1 mondial, în faza grupelor, a cincea victorie consecutivă în top 5. În cele din urmă, a pierdut în finală, în meciul revanșă împotriva lui Djokovic. A debutat apoi în Cupa Davis, unde l-a învins pe Tallon Griekspoor la simplu pentru a ajuta Italia să câștige meciul din sferturile de finală împotriva Țărilor de Jos. În semifinală, Sinner l-a înfruntat pe Djokovic pentru a treia oară în 11 zile și a devenit primul jucător care l-a învins într-un meci de simplu din Cupa Davis de la Juan Martín del Potro în 2011. El a salvat trei mingi de meci consecutive în setul al treilea pentru a deveni doar al patrulea jucător care l-a învins pe Djokovic când a avut minge de meci. De asemenea, el a devenit doar al treilea jucător care l-a învins pe Djokovic de două ori în 12 zile, alături de Rafael Nadal și Andy Murray.  Sinner a făcut apoi echipă cu Lorenzo Sonego pentru meciul decisiv de dublu, învingându-i pe Djokovic și Miomir Kecmanovic pentru a obține calificarea și a ajuta Italia să ajungă în finala Cupei Davis pentru prima dată din 1998. În finală, el l-a învins pe australianul Alex de Minaur pentru a obține titlul pentru Italia pentru a doua oară după 47 de ani, din 1976.

### 2024: 2 titluri majore, nr. 1 mondial, sancțiune anti-doping, 2 titluri Master 1000
Sinner și-a început anul la Australian Open, unde i-a învins pe Botic van de Zandschulp, Jesper de Jong, Sebastián Báez, Karen Haceanov și Andrei Rubliov și a ajuns în a doua semifinală și prima la Australian Open. În semifinale, l-a învins pe Novak Djokovic, numărul 1 mondial și campionul în exercițiu, pentru a se califica în prima sa finală la un turneu major. Victoria sa în fața numărului 1 mondial a fost prima înfrângere a lui Djokovic la Australian Open din 2018. A devenit primul jucător italian, bărbat sau femeie, care a ajuns în finala acestui turneu major și al treilea italian, după Adriano Panatta la Roland Garros 1976 și Matteo Berrettini la Wimbledon 2021, care a ajuns în finala unui turneu major în era deschisă. În finală, a revenit de la un deficit de două seturi pentru a-l învinge pe Daniil Medvedev și a devenit primul jucător italian, bărbat sau femeie, care a câștigat titlul de simplu la Australian Open și al treilea jucător masculin care câștigă un turneu major (al doilea în era deschisă), primul după 48 de ani.
În calitate de cap de serie numărul 1 la Rotterdam Open, a înregistrat a 200-a victorie în sferturile de finală, după ce Milos Raonic s-a retras din cauza unei accidentări la șold, când Sinner conducea cu un set, devenind primul jucător născut în anii 2000 care reușește această performanță. După ce l-a învins pe Tallon Griekspoor în semifinală și pe Alex De Minaur în finală, Sinner a stabilit un nou record al carierei: nr. 3 mondial, devenind cel mai bine clasat jucător italian din istorie. La Indian Wells Masters 2024, cu o victorie în fața lui Jan-Lennard Struff, cap de serie 25, pentru a ajunge în runda a patra, a înregistrat a 17-a victorie consecutivă, cea mai lungă serie de meciuri câștigate la nivel ATP pentru un jucător italian în era deschisă. Sinner a extins această serie la 19 victorii consecutive (16-0 în 2024), învingându-l pe Jiří Lehečka în sferturile de finală. Înainte de înfrângerea din semifinale în fața lui Carlos Alcaraz, Sinner câștigase 36 din ultimele 38 de meciuri, începând cu Openul Chinei din 2023.
La Miami Open 2024, Sinner l-a învins în finală pe bulgarul Grigor Dimitrov și a câștigat al doilea său titlu Masters 1000; ca urmare, a urcat pe locul 2 mondial, cel mai bun din carieră (și record italian). Sinner și-a îmbunătățit recordul de meciuri ATP din 2024 la 22-1.
La 24 iulie 2024, Sinner a anunțat că nu va participa la Jocurile Olimpice de vară din 2024 de la Paris, din cauza faptului că suferă de amigdalită.
A câștigat Cincinnati Open 2024 după ce l-a învins pe Frances Tiafoe în seturi directe. Sinner a trecut și de Alex Michelsen, Andrei Rubliov și Alexander Zverev în drumul său spre victorie. Acesta marchează al doilea său titlu 1000 masters în sezonul 2024 și al cincilea titlu general.
La 20 august, s-a anunțat că Sinner a primit o sancțiune antidoping și i s-au retras banii și punctele de la turneul Indian Wells din martie, din cauza unui test pozitiv la clostebol, un steroid anabolizant interzis, dar care este legal și ușor de procurat fără rețetă în țara natală a lui Sinner, Italia. Agenția Internațională de Integritate din Tenis a constatat că fizioterapeutul lui Sinner, Giacomo Naldi, a folosit un spray care conținea clostebol pentru a trata o tăietură la propriul deget, apoi i-a masat picioarele lui Sinner fără mănuși, permițând ca urme de Clostebol – mai puțin de o miliardime de gram – să intre în organismul lui Sinner. Sinner nu a fost sancționat ulterior după ce ITIA a constatat "lipsa de vină sau neglijență" din partea sa.
Sinner a câștigat al doilea Grand Slam la US Open 2024, învingându-l pe Daniil Medvedev, cap de serie nr. 5, în sferturile de finală, răzbunându-se pentru înfrângerea anterioară de la Wimbledon, pe Jack Draper, cap de serie nr. 25, în semifinale și pe Taylor Fritz, cap de serie nr. 12, în finală. A devenit al patrulea jucător masculin în peste 50 de ani care câștigă primele două titluri de Grand Slam în același sezon. La ceremonia de după meci, Sinner i-a dedicat victoria mătușii sale.

## Statistici carieră
| C | F | SF | QF | #R | RR | Q# | P# | DNQ | A | Z# | PO | Au | Ag | Br | NMS | P | NH |

| Turneu                   | 2019  | 2020  | 2021  | 2022  | 2023  | 2024 | 2025 | SR                 | C–P                | Victorii%          |
| ------------------------ | ----- | ----- | ----- | ----- | ----- | ---- | ---- | ------------------ | ------------------ | ------------------ |
| Turnee de Grand Slam     |       |       |       |       |       |      |      |                    |                    |                    |
| Australian Open          | A     | 2R    | 1R    | QF    | 4R    | C    | C    | 2 / 6              | 22–4               | 85%                |
| French Open              | A     | QF    | 4R    | 4R    | 2R    | SF   |      | 0 / 5              | 16–5               | 76%                |
| Wimbledon                | Q1    | NH    | 1R    | QF    | SF    | QF   |      | 0 / 4              | 13–4               | 76%                |
| US Open                  | 1R    | 1R    | 4R    | QF    | 4R    | C    |      | 1 / 6              | 17–5               | 77%                |
| Câștigat–pierdut         | 0–1   | 5–3   | 6–4   | 15–4  | 12–4  | 23–2 | 7–0  | 3 / 21             | 68–18              | 79%                |
| Turneul Campionilor      |       |       |       |       |       |      |      |                    |                    |                    |
| ATP Finals               | DNQ   | DNQ   | RR    | DNQ   | F     | C    |      | 1 / 3              | 10–2               | 83%                |
| ATP 1000                 |       |       |       |       |       |      |      |                    |                    |                    |
| Indian Wells Masters     | A     | NH    | 4R    | 4R    | SF    | SF   |      | 0 / 4              | 11–3               | 79%                |
| Miami Open               | A     | NH    | F     | QF    | F     | C    |      | 1 / 4              | 19–3               | 86%                |
| Monte-Carlo Masters      | A     | NH    | 2R    | QF    | SF    | SF   |      | 0 / 4              | 10–4               | 71%                |
| Madrid Open              | A     | NH    | 2R    | 3R    | A     | QF   |      | 0 / 3              | 6–2                | 75%                |
| Italian Open             | 2R    | 3R    | 2R    | QF    | 4R    | A    |      | 0 / 5              | 9–5                | 64%                |
| Canadian Open            | A     | NH    | 2R    | 3R    | C     | QF   |      | 1 / 4              | 7–3                | 70%                |
| Cincinnati Masters       | A     | Q1    | 2R    | 3R    | 2R    | C    |      | 1 / 4              | 7–3                | 70%                |
| Shanghai Masters         | A     | NH    | NH    | NH    | 4R    | C    |      | 1 / 2              | 8–1                | 89%                |
| Paris Masters            | A     | A     | 2R    | 1R    | 3R    | A    |      | 0 / 3              | 1–2                | 33%                |
| Câștigat–pierdut         | 1–1   | 2–1   | 10–8  | 16–7  | 21–6  | 28–3 | 0–0  | 4 / 33             | 78–26              | 75%                |
| Statistici carieră       |       |       |       |       |       |      |      |                    |                    |                    |
|                          | 2019  | 2020  | 2021  | 2022  | 2023  | 2024 | 2025 | Carieră            | Carieră            | Carieră            |
| Turnee                   | 10    | 12    | 25    | 17    | 21    | 15   | 1    | Total carieră: 101 | Total carieră: 101 | Total carieră: 101 |
| Titluri                  | 0     | 1     | 4     | 1     | 4     | 8    | 1    | Total carieră: 19  | Total carieră: 19  | Total carieră: 19  |
| Finale                   | 0     | 1     | 5     | 1     | 7     | 9    | 1    | Total carieră: 24  | Total carieră: 24  | Total carieră: 24  |
| Câștigat–pierdut general | 11–10 | 19–11 | 49–22 | 47–16 | 64–15 | 73–6 | 7–0  | 19 / 101           | 270–80             | 77%                |
| Victorii %               | 52%   | 63%   | 69%   | 75%   | 81%   | 92%  | 100% | Total carieră: 77% | Total carieră: 77% | Total carieră: 77% |
| Clasament sf. anului     | 78    | 37    | 10    | 15    | 4     | 1    |      | 37.238.688 $       | 37.238.688 $       | 37.238.688 $       |

### Finale de Grand Slam

#### Simplu: 3 (3 titluri)
| Rezultat | An   | Turneu          | Suprafață | Adversar         | Scor                    |
| -------- | ---- | --------------- | --------- | ---------------- | ----------------------- |
| Câștigat | 2024 | Australian Open | Dură      | Daniil Medvedev  | 3–6, 3–6, 6–4, 6–4, 6–3 |
| Câștigat | 2024 | US Open         | Dură      | Taylor Fritz     | 6–3, 6–4, 7–5           |
| Câștigat | 2025 | Australian Open | Dură      | Alexander Zverev | 6–3, 7–6(7–4), 6–3      |

### Finale Turneul Campionilor

#### Simplu: 2 (1 titlu, 1 finală)
| Rezultat | An   | Turneu             | Suprafață | Adversar       | Scor     |
| -------- | ---- | ------------------ | --------- | -------------- | -------- |
| Pierdut  | 2023 | ATP Finals, Torino | Dură (i)  | Novak Djokovic | 3–6, 3–6 |
| Câștigat | 2024 | ATP Finals, Torino | Dură (i)  | Taylor Fritz   | 6–4, 6–4 |

### Finale Masters 1000

#### Simplu: 6 (4 titluri, 2 finalist)
| Rezultat | An   | Turneu           | Suprafață | Adversar        | Scor          |
| -------- | ---- | ---------------- | --------- | --------------- | ------------- |
| Pierdut  | 2021 | Miami Open       | Dură      | Hubert Hurkacz  | 6–7(4–7), 4–6 |
| Pierdut  | 2023 | Miami Open       | Dură      | Daniil Medvedev | 5–7, 3–6      |
| Căștigat | 2023 | Canadian Open    | Dură      | Alex de Minaur  | 6–4, 6–1      |
| Căștigat | 2024 | Miami Open       | Dură      | Grigor Dimitrov | 6–3, 6–1      |
| Căștigat | 2024 | Cincinnati Open  | Dură      | Frances Tiafoe  | 7–6(7–4), 6–2 |
| Căștigat | 2024 | Shanghai Masters | Dură      | Novak Djokovic  | 7–6(7–4), 6–3 |

## Legături externe
- Materiale media legate de Jannik Sinner la Wikimedia Commons
- en Jannik Sinner la Association of Tennis Professionals